# La possibilità di un'isola
La possibilità di un'isola (in lingua originale La possibilité d'une île) è un romanzo di Michel Houellebecq, pubblicato in originale nel 2005, in Italia nello stesso anno da Bompiani. Attraverso la narrazione parallela dei due protagonisti, legati tra loro geneticamente ma divisi temporalmente, I'autore analizza la crisi del suo tempo e prefigura un futuro in cui gli esseri umani hanno eliminato il problema della propria morte, ma in cui anche passioni ed emozioni sono state cancellate.
Il libro, sostenuto da un intenso battage pubblicitario da parte del nuovo editore Fayard, è stato tradotto e distribuito in oltre trenta paesi.

## Trama
Daniel (Daniel1) e Daniel24 vivono in epoche molto differenti, ma condividono gli stessi geni. Daniel è un personaggio dello spettacolo del nostro tempo che ha saputo sfruttare al meglio il proprio cinismo ed un sarcasmo corrosivo per arrivare al successo come comico. Daniel24 è un suo lontano discendente, ed è un neoumano, il frutto di un'avanzata biotecnologia che ha reso possibile la creazione di copie quasi conformi di una persona, ottenendo per i pochi eletti una parvenza di immortalità, mentre il resto dell'umanità è regredito a una condizione animalesca, preludio a una probabile estinzione, propiziata da una serie di conflitti e crisi ecologiche devastanti.
L'affermazione dei neoumani ha avuto come conseguenza la scomparsa quasi totale di sentimenti ed emozioni, per cui i neoumani stessi si considerano elementi di passaggio in vista dell'avvento dei Futuri, i soli a poter comporre la scissione tra individuo ed emozioni. Per facilitare questa ulteriore evoluzione i neoumani come Daniel24 (successivamente sostituito dal 25) spendono buona parte del loro tempo analizzando e commentando le memorie lasciate dai loro progenitori, esercizio necessario per tentare il recupero delle personalità originarie, per loro sempre meno comprensibili. A partire dai molti enigmi legati alla sessualità, aspetto che la vita del primo Daniel sembra aver affrontato in ogni sua possibile variante: un primo matrimonio insulso, molte avventure passeggere, ma anche legami più significativi, in cui compare persino l'amore. Come quello nato con la quasi coetanea Isabelle, compagna tenera e comprensiva durante un periodo felice, malinconicamente concluso da una crisi legata all'incapacità di accettare il proprio declino fisico, elemento distintivo di un'epoca che vede nell'invecchiamento il tabù per eccellenza. Problema a cui nemmeno Daniel è immune, che lo spinge ad avvicinare una singolare setta, gli elohimiti, e ad avviare una relazione con una ragazza molto più giovane conosciuta per lavoro, Esther, con cui si crea un rapporto molto intenso, ma dolorosamente asimmetrico. Proprio per sfuggire a quella che sembra diventare una pericolosa ossessione l'uomo si lascia coinvolgere da quel gruppo pseudoreligioso, la cui dottrina mescola improbabili aspettative su visite di alieni con proposte salutiste di marca new age, trovandosi presto ammesso alla cerchia dei dirigenti, guidati da un profeta affascinante ma piuttosto difficile da prendere sul serio, specie per chi conosce bene il mondo dello spettacolo. Daniel scopre però che dietro la bizzarra facciata della setta si cela un serio progetto per tradurre in pratica l'antico sogno dell'immortalità, perseguendo un'ambiziosa linea di ricerca mirata alla riproduzione artificiale dell'organismo biologico. E la sorte vuole che lui sia uno dei pochi testimoni all'evento che segna la svolta decisiva per il genere umano: durante un incontro sull'isola di Lanzarote il profeta viene assassinato da un adepto geloso, ed ai suoi collaboratori non resta che inscenarne la rinascita, sostituendolo con Vincent, il figlio illegittimo, finora rimasto nell'ombra dell'organizzazione. Lo stratagemma riesce ed il clamoroso episodio fornisce enorme visibilità alla setta, che da questo trampolino, sfruttando egregiamente la situazione di crisi sociale ed umana generalizzata, si lancia in un'aggressiva campagna di proselitismo che gradualmente la porta a sostituire le altre religioni, oramai in gran parte declinanti, grazie alla concreta promessa della vita eterna. Ma a Daniel tutte questo importa sempre meno, dopo essere stato definitivamente abbandonato da Esther, non più interessata a proseguire la loro relazione, il che lo conduce verso l'ineluttabile e amara consapevolezza del proprio declino emotivo e fisico, osservazione con cui conclude le proprie memorie.
Grazie al resoconto di Esther, svelato a Daniel25 dalla sua discendente neoumana, egli può ricostruire la fine del proprio progenitore: terminato di redigere il racconto di vita, e dopo un ultimo tentativo di riavvicinare l'oggetto della sua ossessione, Daniel si suicida, lasciando una poesia che sembra comunque racchiudere una speranza, "la possibilità di un'isola". Ed è seguendo questo messaggio finale che Daniel25 decide di uscire dalla vita programmata dei neoumani, abbandonando la sicurezza del proprio insediamento per intraprendere una ricerca che comunque non ha uno scopo preciso, se non il tentativo di trovare una qualsiasi alternativa a una vita inconsistente. Il viaggio nei territori devastati, tra le vestigia di una civiltà oramai crollata e gli ultimi sopravvissuti dell'antica razza umana in piena regressione animale, termina nel nulla di ciò che una volta era il mare.

## Personaggi
- Daniel (Daniel1). Comico di successo, raggiunto grazie ad uno stile provocatorio e sarcastico fino all'estremo. Dotato di una grande lucidità ed onestà intellettuale, si rivela il perfetto narratore di una crisi personale che è anche di tutto il genere umano.
- Daniel 24-25. Cloni che sembrano aver perso qualsiasi rapporto col loro predecessore, anche se alla fine l'irrequietezza intellettuale emerge, spingendo a una ricerca senza speranza.
- Isabelle. Caporedattrice di una rivista per ragazze, si rivela una compagna ideale per Daniel, ma soccombe all'ossessione per la gioventù che permea lo spirito del suo tempo.
- Esther. Ragazza incapace di concepire legami duraturi, anche se disposta ad impegnarsi al massimo per dare il possibile a chi sta accanto. Diventa così per Daniel un'inconsapevole carnefice.
- Robert Macaury, il profeta. Carismatico creatore della chiesa elohimita, rimane vittima della propria autostima e dell'ossessione per il sesso.
- Vincent Greilsamer (Macaury). Artista visuale di grande talento, a cui il caso offre la possibilità di plasmare l'esistenza stessa dell'uomo. Si rivela all'altezza del compito, sostituendo il padre.
- Slotan Miskiewicz, Scienziato. Votato totalmente al suo progetto di riuscire a ricreare la vita, non permette a nessun evento di frapporsi ai propri scopi, trovando in questo un perfetto accordo con Sbirro.
- Jérôme Prieur, sbirro. Organizzatore ambizioso ed efficiente, uno degli artefici dell'affermazione planetaria della religione elohimita.

## Critica
Come per le opere precedenti, da cui peraltro l'autore recupera buona parte di temi e stile, la critica si è trovata divisa nei giudizi. Rispetto ai libri precedenti comunque le recensioni sono state generalmente più tiepide quando non francamente negative, arrivando in qualche caso alla stroncatura totale.

## Adattamenti
Nel 2006 l'autore stesso ne ha diretto una trasposizione cinematografica, accolta in maniera impietosa dalla critica cinematografica nell'occasione della sua presentazione al festival di Locarno. Il film non risulta essere stato distribuito in Italia.
Il romanzo ha ispirato al musicista statunitense Iggy Pop l'album Preliminaires uscito nel 2009.

## Edizioni
- Michel Houellebecq, La possibilità di un'isola, collana Narratori stranieri, traduzione di Fabrizio Ascari, 1ª ed., Bompiani, settembre 2005  [2005], ISBN 88-452-3493-2.
- Michel Houellebecq, La possibilità di un'isola, collana Tascabili Best seller n. 1013, Bompiani, 2009, ISBN 978-88-452-5869-5.